# 拝野健
拝野　健（はいの　けん、1985年9月30日 - ）は、日本の政治家。青森県八戸市出身。自由民主党所属の台東区議会議員（2期）。前区議会選出監査委員。

## 来歴・人物
青森県立八戸高等学校
東北大学経済学部退学後、仙台で飲食店の店長を経て、衆議院議員辻清人の公設第一秘書として勤務。2019年3月の台東区議会議員選挙に33歳で初出馬。台東区議会議員に初当選。現在2期目。2023年5月より台東区監査委員。